# Ідуть до роботи
«Іду́ть до робо́ти» — картина французького художника XIX століття Франсуа Мілле (1814—1875). Зберігається у Художній галереї Келвінгроув в Глазго.

## Опис
Одна з небегатьох картин Франсуа Мілле майже без сумного змісту. Ознакою того, що на картині небегаті представники французького селянства — бідний, майже жебрацький одяг персонажів. Трохи кумедну нотку в зображення вніс плетений кошик, який молода селянка використала як капелюшок.

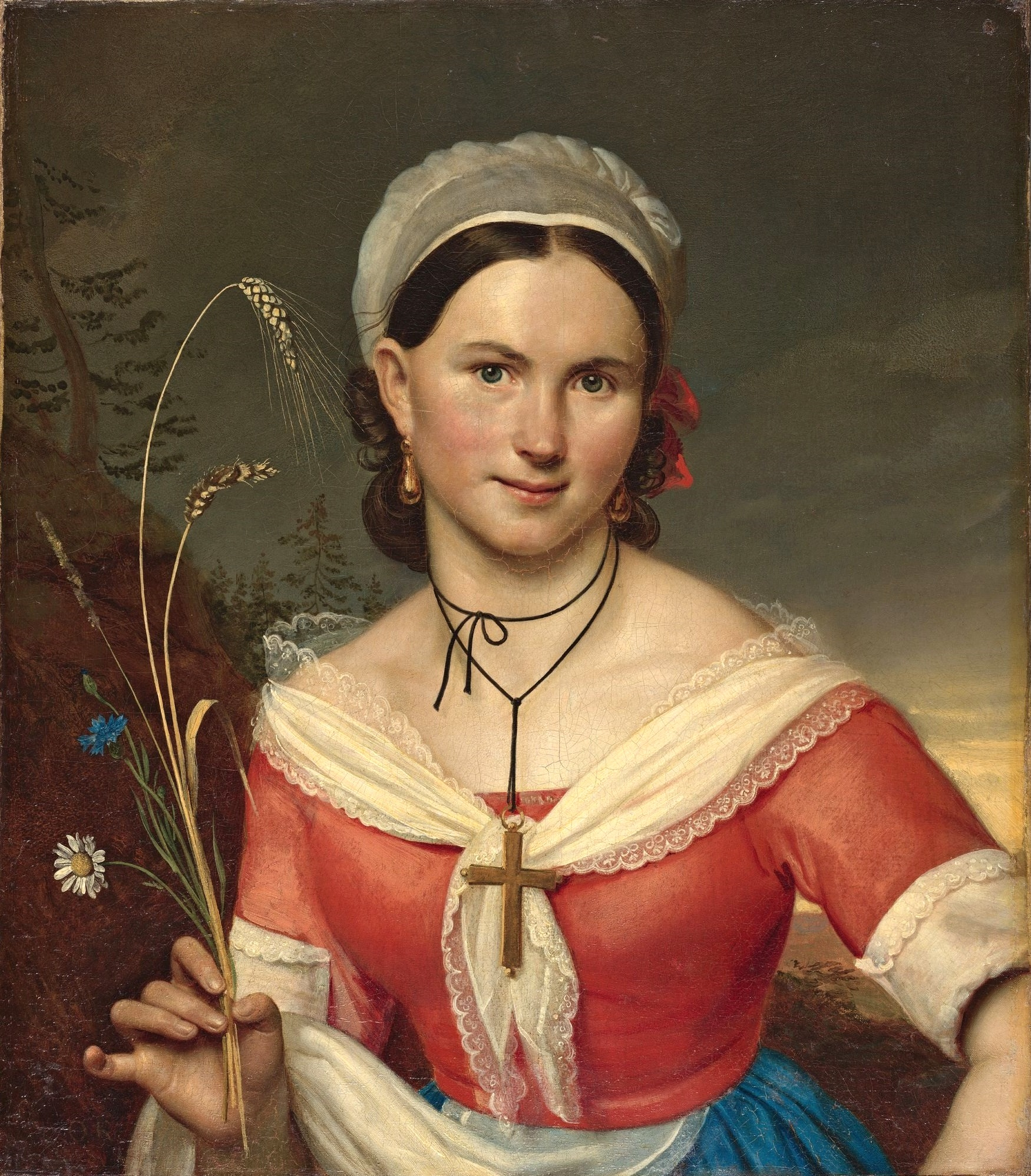
Орест Кіпренський, Акторка Телешова з колоссям

В XIX столітті так селян ще ніхто не писав. Трохи пізніше це зробить італієць Джованні Болдіні. Мілле привертав увагу суспільства й мистецтва Франції до народу, до надмірної праці селян, до співчуття тим, хто важко працював на землі, до гуманізму. І це перекривало і маленькі розміри картин Міллє, і відсутність колористичних скарбів, театральних жестів, до яких так привчили глядачів і споживачів мистецтва представники численних західноєвропейських академій.
Картини Мілле на селянську тему дивували простотою і щирістю, таких рідкісних в мистецтві Франції. «Пастушки» пензля Мілле навіть на пасовиську зайняті пряжею, аби не гаяти часу дарма. Вони надзвичайно далекі і від штучних, рожевих поселянок Франсуа Буше, і від акторок численних тогочасних театрів у шовкових сукнях з золотими прикрасами.

## Галерея творів Мілле

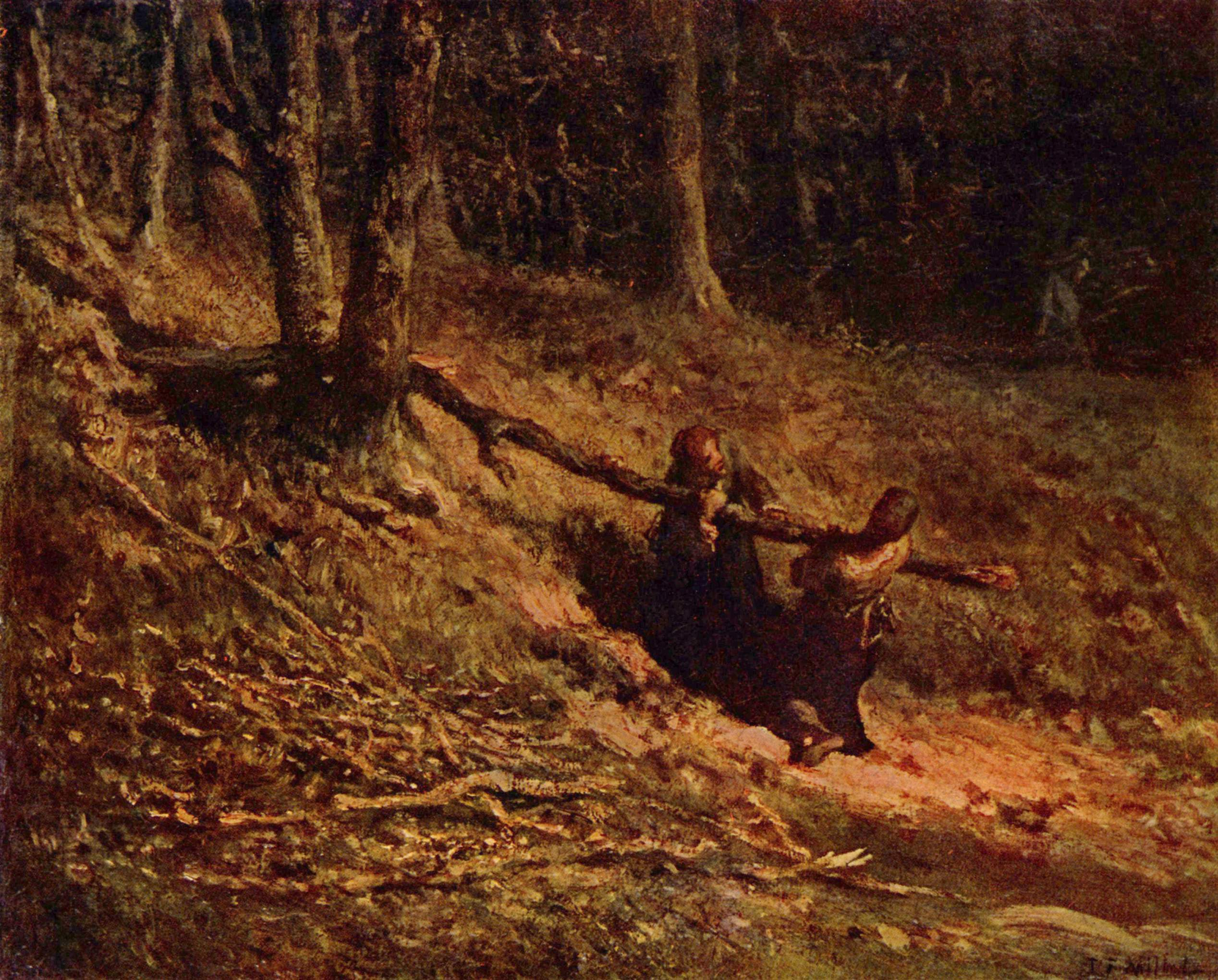
Збирачки хмизу
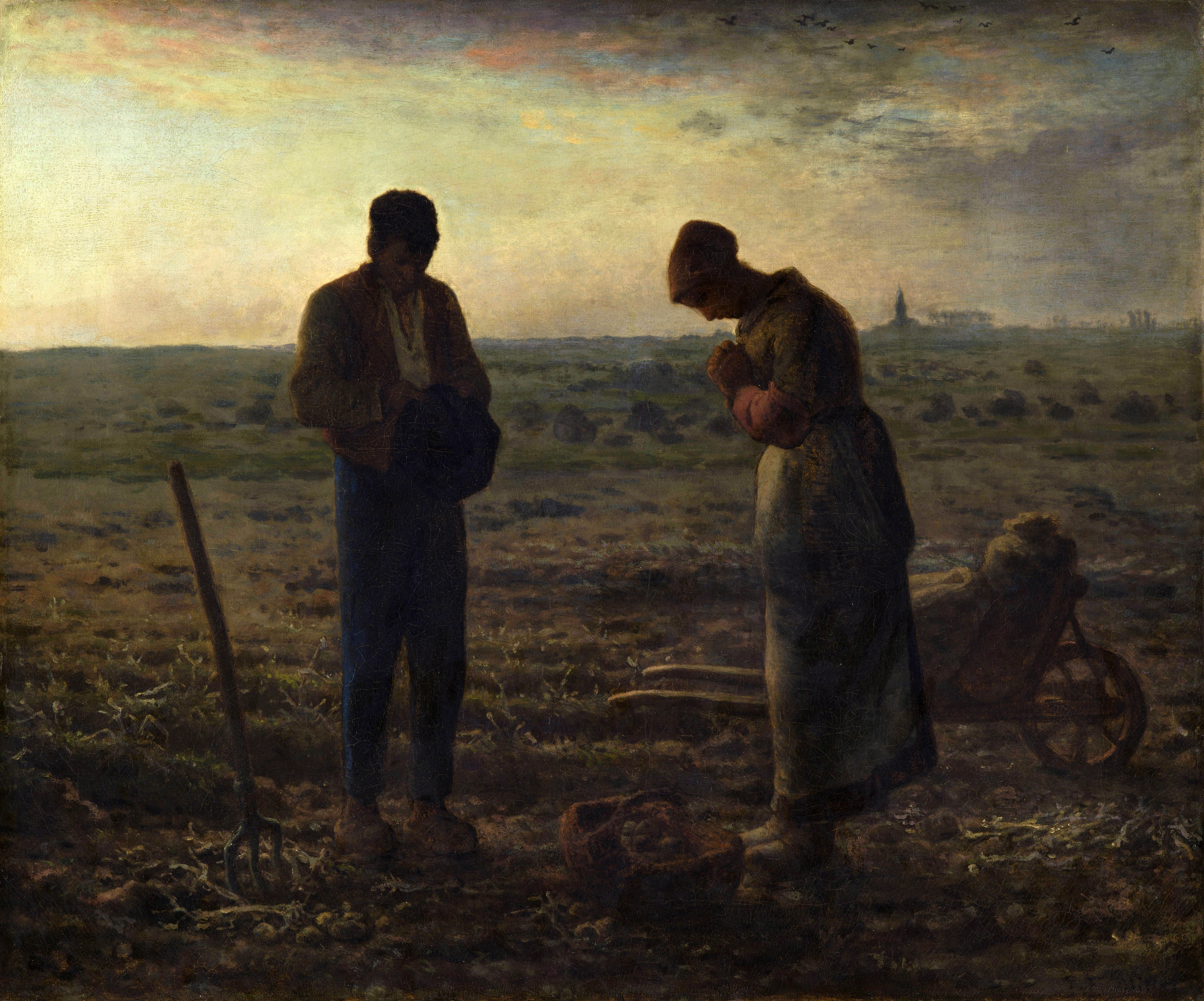
Анжелюс
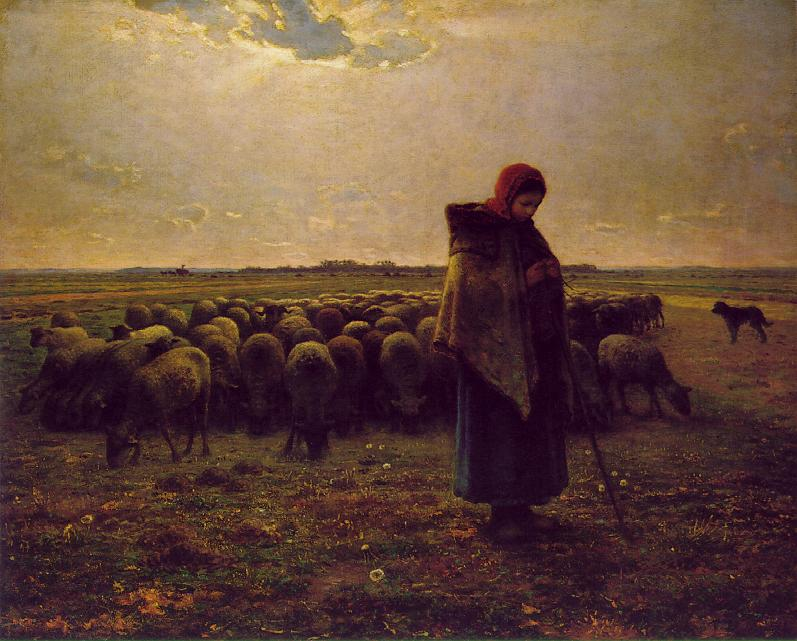
Пастушка, Лувр
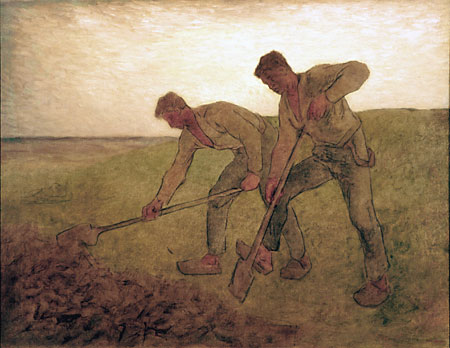
Копають землю.